# Папуга-червоногуз
Папу́га-червоногу́з (Pionus) — рід папугоподібних птахів родини папугових (Psittacidae). Представники цього роду мешкають в Мексиці, Центральній і Південній Америці.

## Опис
Папуги-червоногузи — це папуги середнього розміру, середня довжина яких становить 24-30 см, а вага 179-295 г. Вони є схожими на амазонів і мають таку ж кремезну будову тіла, однак є дещо меншими, а політ їх є значно важчим. Навколо очей у папуг-червоногузів є кільця голої шкіри, колір якої різниться в залежості від виду, хвіст у них короткий, квадратної форми. Забарвлення менш яскраве, ніж у амазонів, однак при яскравому освітленні пера демонструють райдужний відблиск. Нижні покривні пера хвоста мають характерне червоне забарвлення. Папугам-червоногузам не притаманний статевий диморфізм.
Папуги-червоногузи живуть у вологих тропічних лісах на рівниннах і в передгір'ях, на висоті до 2000 м над рівнем моря. Зустрічаються невеликими зграйками, ведуть деревний спосіб життя. Живляться плодами і насінням, іноді прилітають на поля, де живляться зерном. Голос гучний, різкий.
В кладці до 4 яєць, інкубаційний період триває 24 дні. Перші 10-15 днів насиджують лише самиці, потім до них долучаються самці. Пташенята покидають гніздо через 63-68 днів після вилуплення. 

## Види
Виділяють вісім видів:
- Папуга-червоногуз брунатний (Pionus fuscus)
- Папуга-червоногуз зеленоголовий (Pionus sordidus)
- Папуга-червоногуз зеленощокий (Pionus maximiliani)
- Папуга-червоногуз пурпурововолий (Pionus tumultuosus)
- Папуга-червоногуз сивоголовий (Pionus seniloides)[6]
- Папуга-червоногуз синьоголовий (Pionus menstruus)
- Папуга-червоногуз білолобий (Pionus senilis)
- Папуга-червоногуз бронзовокрилий (Pionus chalcopterus)

## Етимологія
Наукова назва роду Pionus походить від слова дав.-гр. πιονος — товстий.